# West Kent Football Club
Le West Kent Football Club est un club anglais de rugby du XIXe siècle. Il est connu pour être l'un des vingt-et-un membres fondateurs de la fédération anglaise de rugby à XV. Il a également fourni un certain nombre de joueurs pour les premières rencontres internationales de ce sport. 

## Histoire

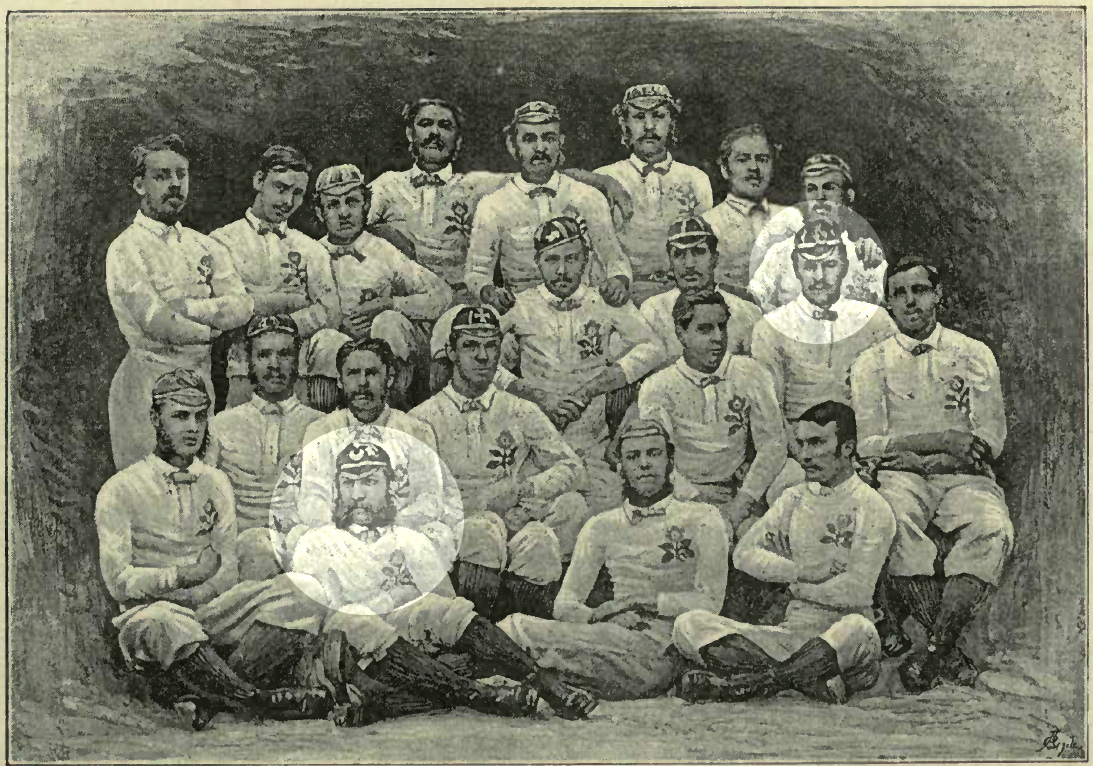
L'équipe d'Angleterre ayant participé au tout premier match international de rugby de l'histoire (1871), avec mis en évidence les joueurs du West Kent Football Club, A. G. Guillemard et J. F. Green.

Le club du West Kent Football Club est fondé en 1867 par un noyau d'anciens de la Rugby School dont Arthur Guillemard.
Les joueurs utilisent le terrain du club de cricket de West Kent. Celui-ci avait été fondé de nombreuses années auparavant après que les membres du Prince's Plain Cricket Club de Bromley aient perdu leur terrain, en 1821, en raison de la fermeture de Bromley Common. Ils sont sauvés par le lord du manoir de Chislehurst qui leur donne l'autorisation de créer un nouveau terrain sur huit acres de Chislehurst Common. Leur premier match a lieu le 20 juillet 1822 et ils ont joué leurs matchs à domicile sur la partie périphérique du terrain de cricket. Les objections initiales à la pratique du football sur le terrain de cricket, par crainte qu'il n'abîme le gazon, sont levées par des rapports indiquant que la pratique du football améliore le gazon en détruisant la bruyère courte.
Le West Kent Football Club joue d'abord au football en utilisant à la fois les règles de l'Association et celles de la Rugby School. Cependant, en 1874, il devient exclusivement un club de rugby et change ses couleurs, passant de l'orange et du noir à des maillots blancs avec un insigne représentant un cheval du Kent, des culottes blanches et des chaussettes bleues. Le club change ses couleurs en 1881 pour des maillots bleus et blancs et en 1882 pour des bleus et ambres. Les adversaires sur sa longue liste de saison comprennent le Blackheath FC, le Richmond FC, les Gipsies et Ravenscourt Park. En 1886, les membres décident d'abandonner le rugby et de jouer uniquement au football d'association.